# سیارک ۶۳۳۸
سیارک ۶۳۳۸ (به انگلیسی: 6338 Isaosato، نامگذاری:1992UO4) شش هزار و سیصد و سی و هشتمین سیارک کشف شده‌است که در ۲۶ اکتبر ۱۹۹۲ کشف شد.
قدر مطلق سیارک برابر ۱۱٫۸۰ است.